# Minoic

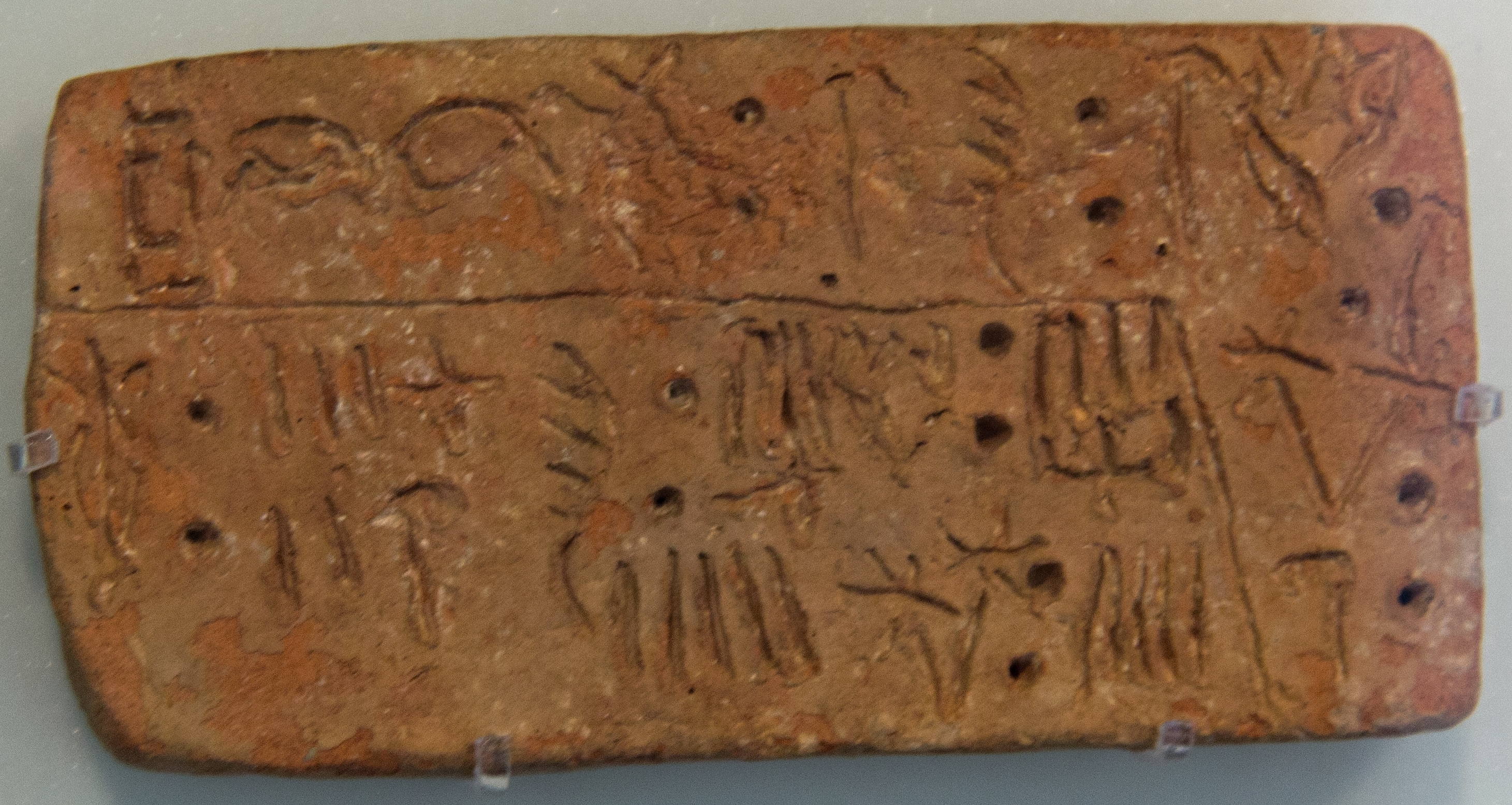
Una de les inscripcions en lineal A.

L'idioma minoic és la llengua que es parlava a Creta a l'Edat del Bronze aproximadament entre el 2500 i el 1450 aC, quan va florir la civilització minoica, i que va ser registrada en els sistemes d'escriptura sil·làbics coneguts com jeroglífic cretenc i lineal A. D'altra banda, també hi ha la possibilitat que els dos sistemes d'escriptura hagin registrat no una sinó diferents llengües.
No obstant això, ni el jeroglífic cretenc ni el lineal A han pogut, fins al moment, desxifrar-se, excepte unes poques paraules del lineal A el significat de les quals s'ha deduït per la comparació del lineal B (sistema d'escriptura de la civilització micènica). D'altra banda, atès que molts signes del lineal A són compartits amb el lineal B, s'han fet servir els valors fonològics d'aquests signes iguals per llegir part dels textos, encara que no es conegui el seu significat i un sector dels estudiosos dubti de la validesa d'aplicar aquest mètode per a la lectura dels textos.
Fins al moment diferents investigadors han provat a tractar de relacionar-lo amb diferents idiomes coneguts, entre ells amb algunes llengües indoeuropees i altres semítiques, sense que s'hagin obtingut resultats concloents.
També s'ha posat en relació amb l'idioma eteocretenc l'ús del qual està testimoniat en uns pocs documents trobats a l'est de Creta que pertanyen a períodes compresos entre els segles VII i III aC.